# Mercedes, Prințesă de Asturia
Infanta María de las Mercedes de Spania (María de las Mercedes Isabel Teresa Cristina Alfonsa Jacinta; 11 septembrie 1880 – 17 octombrie 1904) a fost Prințesă de Asturia toți cei 24 de ani ai vieții ei ca moștenitoare a coroanei Spaniei. A fost fiica cea mare a regelui Alfonso al XII-lea al Spaniei și a celei de-a doua soții, Maria Christina de Austria.

## Primii ani

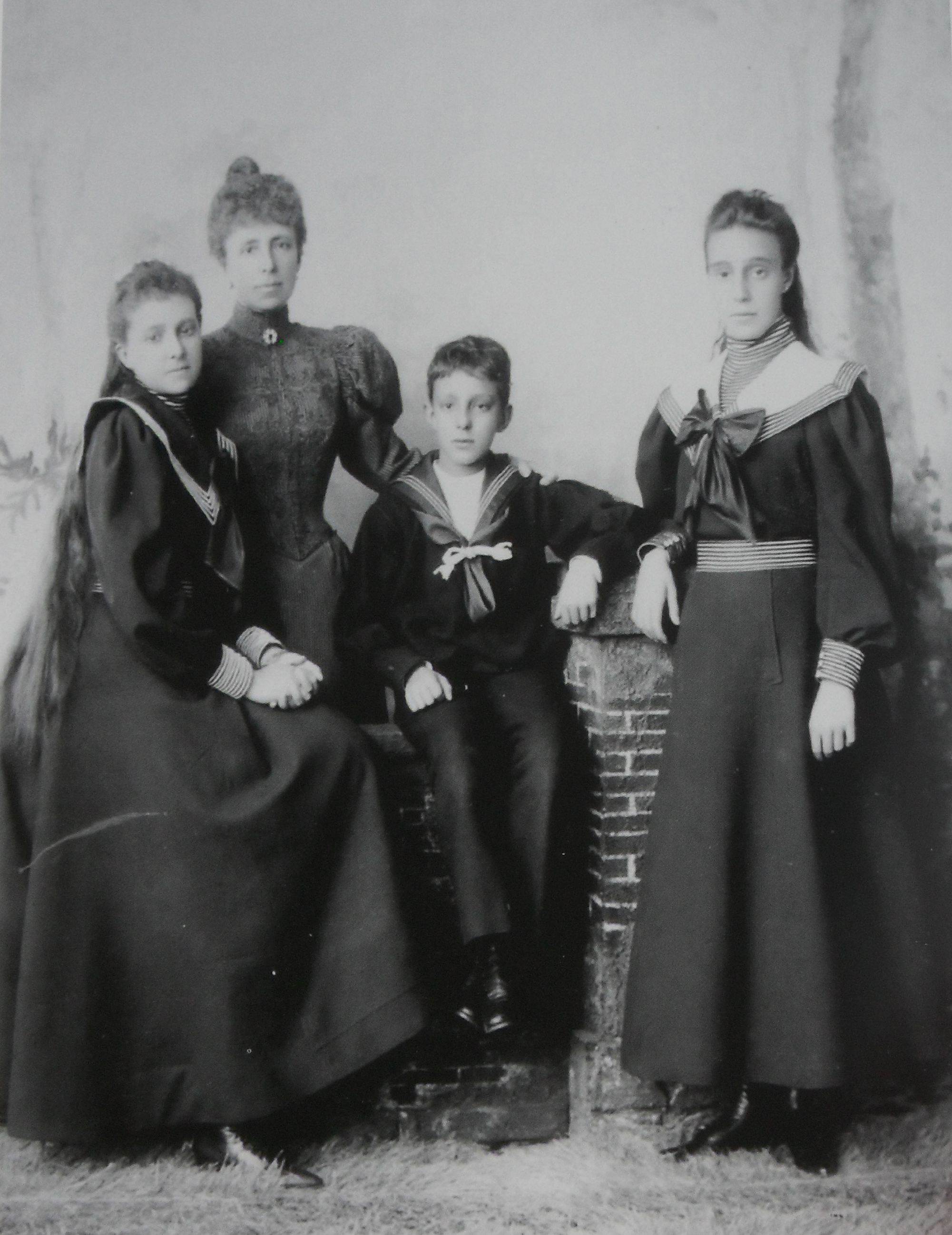
Prințesa Mercedes împreună cu mama sa regina Maria Christina și cu frații ei, viitorul rege Alfonso al XIII-lea și Infanta Maria Teresa.

Născută la 11 septembrie 1880 la Palatul Regal din Madrid, Prințesa María de las Mercedes a fost fiica cea mare a regelui Alfonso al XII-lea al Spaniei și a celei de-a doua soții, Maria Christina de Austria. A fost botezată María de las Mercedes Isabel Teresa Cristina Alfonsa. Nașa ei a fost regina Isabela a II-a, bunica paternă, care a venit din exil de la Paris pentru a participa la nașterea primului ei nepot. A fost o mare dezamăgire deoarece familia și națiunea sperau să fie un băiat. Regina Maria Christina a sugerat să-și numească fiica Mercedes în onoarea primei soții a soțului ei, Mercedes de Orléans.
Mercedes a fost moștenitoare prezumptivă de la naștere, însă dezamăgirea a fost atît de mare încât inițial a fost tratată numai ca o infantă. Antonio Cánovas del Castillo, pe atunci șeful guvernului, care o displăcea pe Maria Christina și nu voia ca tronul să treacă din nou la o femeie, după dezastruosul regim al Isabelei a II-a, decide să ignore noul născut. Mătușa paternă a lui Mercedes, Isabella, a deținut titlul de Prințesă de Asturia până când Práxedes Mateo Sagasta, care l-a înlocuit pe Cánovas în funcția de șef al guvernului, a creat presiuni asupra regelui să acorde titlul lui Mercedes, lucru care s-a întâmplat la 10 martie 1881.
La 12 noiembrie 1882, Mercedes are o soră, Infanta Maria Teresa. Mariajul părinților a fost nefericit. Alfonso era căsătorit cu Maria Christina pentru a asigura succesiunea la tron, el nu-și iubea soția și era dezamăgit de nașterea a două fiice, în timp ce avea doi fii nelegitimi. În iulie 1883, Maraia Christina a părăsit curtea Spaniei și a călătorit cu fiicele ei în Austria pentru a-și vizita familia.
În vara anului 1884, starea de sănătate a lui Alfonso al XII-lea s-a deteriorat; el a avut tuberculoză. După o scurtă îmbunătățire, regele în vârstă de 27 de ani a murit la 25 noiembrie 1885, și Mercedes a devenit șeful statului sub regența mamei ei. Totuși nu a fost proclamată regină deoarece mama ei era însărcinată. Nașterea unei alte surori ar fi transformat-o în regină, însă noul născut a fost un băiat care a devenit regele Alfonso al XIII-lea după nașterea sa, la 17 mai 1886. Mercedes a revenit la statutul de moștenitoare prezumptivă, titlul pe care l-a deținut toată viața ei.

## Educație

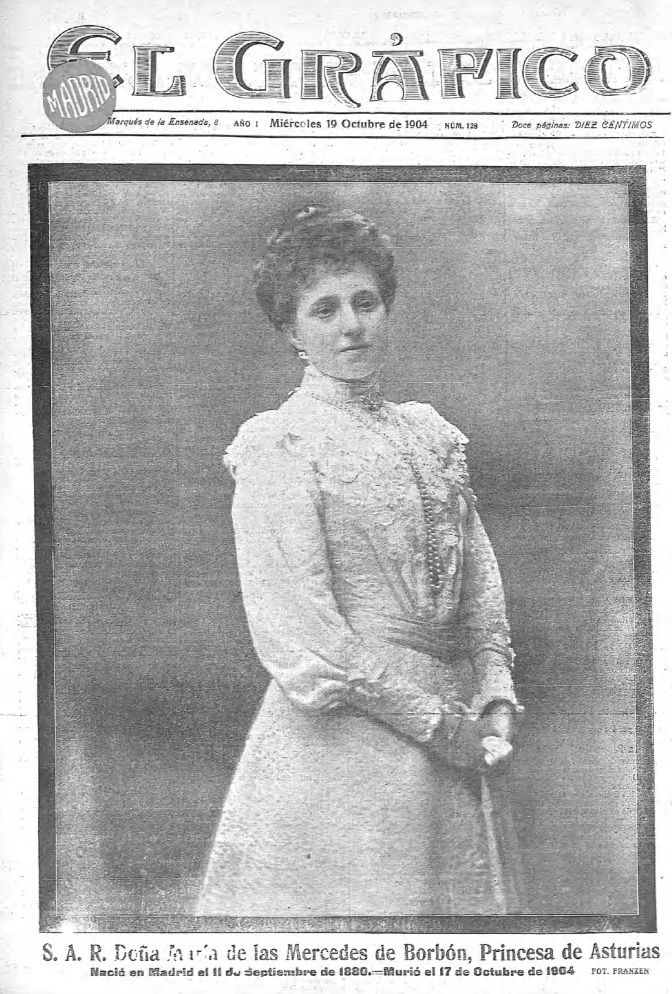
Portret al infantei María de las Mercedes în publicația El Gráfico.

Mercedes și-a făcut prima apariție publică la curtea regală de mâna mamei ei, când regina Maria Christina a fost declarată regentă. Educația Prințesei de Asturia și a surorii sale mai mici, Infanta Maria Teresa, a fost limitată la Palatul Regal din Madrid, într-un mediu auster, condus de două văduve: mama lor și mătușa paternă Isabela (ea însăși fostă Prințesă de Asturia).
Regina și-a crescut cei trei copii foarte strict. În ciuda statutului său constituțional, Mercedes nu a primit o educație care s-o pregătească de guvernare. Ea a primit, în schimb, educația convențională a unei prințese din timpul ei. A primit lecții de pian și de pictură, practici de tricotat și regina și-a implicat fiica în exercitarea atribuțiilor de palat. O atenție deosebită a fost acordată obedienței și preceptelor religioase. Mercedes a devenit o tânără timidă și neatrăgătoare. Fizic semăna mai mult cu Habsburgi, datorită feței lungi. Familia a petrecut lunile de vară la Palatul Miramar din San Sebastián.
În adolescență Mercedes și-a însoțit mama în călătorii peste hotare vizitându-și bunica paternă la Paris, mătușa paternă Maria de la Paz la München și bunica maternă Elisabeth Franziska la Viena. Situația din Spania s-a complicat cu războiul spaniolo-american din 1898. Prințesa Mercedes și sora ei au trăit o viață restrictivă. Conservatoarea lor mamă nu le permitea să ia parte la viața socială a nobililor spanioli. Regina a oferit o petrecere la Palatul Regal pentru a marca debutul în societate a fiicelor ei, la 9 mai 1899, eveniment care a fost amânat din cauza războiului. La dans, Mercedes s-a îndrăgostit de Prințul Carlos de Bourbon-Două Sicilii; cei doi au fost văzuți frecvent împreună.

## Căsătorie
Prințul Carlos aparținea unei familii regale detronate a celor Două Sicilii și ajunsese în Spania cu câțiva ani mai înainte pentru a urma o carieră militară în armata spaniolă. Asocierea dintre Prințesa Mercedes și Prințul Carlos nu a fost accidentală. El a fost ales ca un potențial soț atât de regina Maria Christina cât și de Infanta Isabella, care era și mătușa lui și a ei.
S-a considerat extrem de important ca Mercedes să se căsătorească cu un membru al familiei Bourbon, în scopul de a evita o schimbare de dinastie în cazul în care ea și-ar fi succedat fratele. Ca mire, Prințul Carlos a oferit și alte avantaje. Cum el nu aparținea unei familii regale domnitoare, se putea stabili definitiv în Spania și să adopte naționalitatea spaniolă. A trebuit totuși să renunțe la drepturile sale asupra coroanei celor Două Sicilii în momentul în care era al treilea în linie după tatăl și fratele său mai mare.
Carlos a fost serioas, timid, frumos iar Mercedes a fost atrasă de el. Logodna a fost anunțată la 14 decembrie 1899. Ea s-a confruntat imediat cu opoziția puternică a partidului liberal, a fracțiunii republicane și a unui spectru larg din societatea spaniolă. Nu era nimic personal împotriva Prințului însuși, dar tatăl său, Contele de Caserta fusese general în ultimul război carlist și a luat parte la jefuirea orașul Cuenca de către trupele carliste. Exista temerea că acestă căsătorie va avea loc, va aduce partidul carlist prea aproape de tronul Spaniei. Chiar și numele prințului - Carlos - a trezit suspiciuni. În plus, Casa de Bourbon-Două Sicilii era considerată cea mai conservativă dinastie catolică, lucru îngrijorător pentru partidul liberal.
Au existat atacuri împotriva căsătoriei în ziare și proteste pe străzile din Madrid, Sevilla și Granada. Arhiepiscopul de Valladolid, unul dintre prelații cei mai importanți din Spania, a scris o scrisoare reginei avertizând-o asupra consecințelor grave în cazul în care căsătoria va avea loc. Mercedes și-a exprimat frustrarea la opoziția puternică în legătură cu alegerea ei într-o scrisoare trimisă mătușii Paz: "Sunt fericită să mă căsătoresc cu el, dar eu sunt, de asemenea, supărată pe cei care au creat o astfel de mizerie și au făcut-o pe mama să sufer... toate pentru că tatăl lui a luptat alături de don Carlos. Este corect?""
Controversa a umbrit festivitățile de nuntă. În ziua nunții, pe străzile care duc la Palatul Regal, de frica protestatarilor, au fost trimise trupe. Totuși nu au existat incidente majore și ceremonia a avut loc la 14 februarie 1901 la capela Palatului Regal din Madrid.
Cuplul a trăit la Palatul Regal din Madrid în apropiere de regina Maria Christina, după dorința reginei. Mariajul a fost fericit și doi copii s-au născut în scurtă vreme: Prințul Alfonso (1901–1964) și Prințul Fernando (1903–1905).
Însărcinată pentru a treia oară, Mercedes își dorea o fiică după doi fii. În septembrie 1904 ea a împlinit 24 de ani și luna următoare, cu 20 de zile înainte de soroc, Mercedes s-a simțit rău. A făcut apendicită care inițial a fost prost diagnosticată ca simple crampe intestinale. S-a instalat peritonita și în primele ore ale zilei de 16 octombrie 1904 Mercedes a născut prematur cel de-al treilea copil, Prințesa Isabella Alfonsa (1904–1985).
Sănătatea mamei a fost serios compromisă și copilului s-a acordat prea puțină atenție, crezându-se că este un făt mort până când tânărul rege Alfonso a realizat că nou-născutul este viu. Mercedes a murit a doua zi, la 17 octombrie 1904, înconjurată de familie.
Cei trei copii ai lui Mercedes au rămas în grija reginei Maria Christina și au crescut la curtea regelui Alfonso al XIII-lea. Fiul cel mare nu a primit titlul de Prinț de Asturia, dar a înlocuit-o pe mama sa ca moștenitor prezumptiv. Cel de-al doilea fiu al ei a murit anul următor, la vârsta de doi ani. Soțul ei s-a recăsătorit cu Prințesa Louise de Orléans cu care a avut patru copii.